# Florimont-Gaumier
Florimont-Gaumier é uma comuna francesa na região administrativa da Nova Aquitânia, no departamento Dordonha. Estende-se por uma área de 9,11 km². Em 2010 a comuna tinha 147 habitantes (densidade: 16,1 hab./km²).